# Bulgária otomana
A história da Bulgária Otomana abrange quase 500 anos, desde a conquista pelo Império Otomano dos pequenos reinos emergentes da desintegração do Segundo Império Búlgaro no final do século XIV até a Libertação da Bulgária em 1878. Os territórios búlgaros foram administrados como Eyalet da Rumélia. O domínio otomano foi um período marcado pela opressão e pelo desgoverno e constitui um desvio do desenvolvimento da Bulgária como um Estado europeu cristão.

## Periodização
Este período na história da Bulgária é dividido em dois - até o século 18 e o renascimento búlgaro. Durante o primeiro período, a situação como um todo foi estável e a literatura búlgara contemporânea foi formada através dos chamados Damaskini.
Um processo de renascimento cultural ocorreu com o enfraquecimento da administração otomana depois de 1700, que culminou em um organizado conflito armado de libertação. Como resultado da guerra russo-turca de 1877-1878, o Principado da Bulgária, um Estado vassalo otomano autônomo que era funcionalmente independente, foi criado. Em 1885, a província autônoma da Rumélia Oriental passou para o controle do Czar búlgaro. A Bulgária declarou a independência em 1908.

## Primeiras revoltas e as Grandes Potências

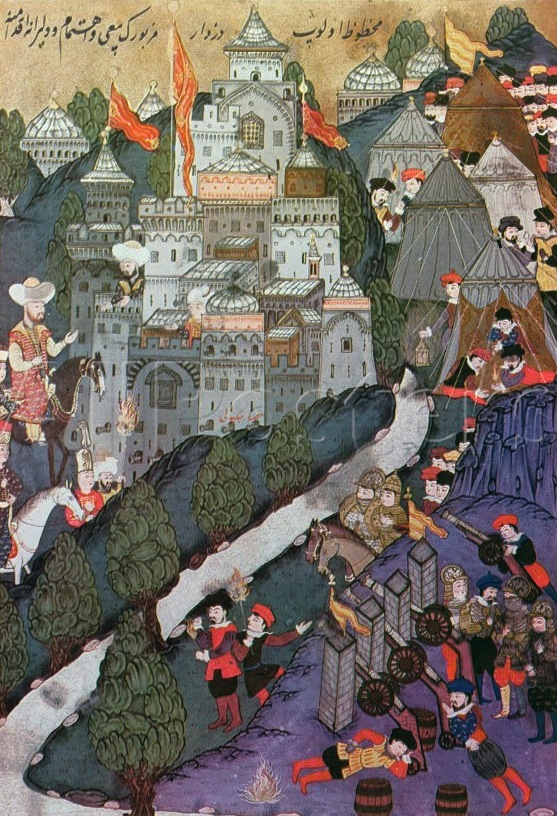
A Batalha de Nicópolis no ano de 1396, foi um grande sinal do domínio otomano na Bulgária.

Embora os otomanos fossem superiores, havia uma oposição ostensiva ao seu domínio. A primeira revolta começou em 1408 quando dois nobres búlgaros, Konstantin e Fruzhin, libertaram algumas regiões por vários anos. Em seguida, houve revoltas em 1598 (Primeira Revolta de Tarnovo) e em 1686 (Segunda Revolta de Tarnovo) em torno da antiga capital de Tarnovo seguida pela Revolta Chiprovtsi em 1688 e pela insurreição na Macedônia liderada por Karposh em 1689, ambas provocadas pelos austríacos como parte de seu período em guerra com os otomanos.
Todos os levantes foram infrutíferos e foram afogados em sangue. A maioria deles resultaram em ondas maciças de exilados, muitas vezes em números de centenas de milhares. Em 1739 o Tratado de Belgrado, entre Império Austríaco e o Império Otomano, terminou com o interesse austríaco nos Bálcãs durante um século. Mas, no século XVIII, o poder crescente da Rússia Imperial estava a fazer-se sentir na região. Os russos, eslavos ortodoxos, como companheiros, poderiam apelar para os búlgaros de uma maneira que os austríacos não conseguiram. O Tratado de Küçük-Kainarji de 1774 deu à Rússia o direito de interferir nos assuntos otomanos para proteger os súditos cristãos do sultão otomano.

## A luta pela independência
O sistema millet foi um conjunto de comunidades confessionais no Império Otomano. Referia-se às distintas cortes jurídicas relativas à "lei pessoal", em que as comunidades religiosas foram autorizadas a governarem-se sob seu próprio sistema. O sultão considerava o Patriarca Ecumênico do Patriarcado de Constantinopla como o líder dos povos cristãos ortodoxos de seu império. Após as reformas otomanas do Tanzimat (1839-1876), o nacionalismo surgiu no Império e o termo foi usado para as minorias religiosas legalmente protegidas, semelhante à forma que outros países utilizam a palavra nação. Novos millets foram criados entre 1860 e 1870 para as comunidades búlgaras da Igreja Católica Búlgara e para os cristãos ortodoxos. Desta forma, uma diocese búlgara separada foi estabelecida, com base na identidade étnica ao invés de princípios da ortodoxia e do território.
A resistência armada ao domínio otomano aumentou na quarta parte do século XIX e alcançou seu clímax com a Revolta de Abril de 1876 que cobriu grande parte do território etnicamente búlgaro do Império Otomano e foi reprimida pelas tropas otomanas, tirando a vida de muitos. A revolta foi uma das razões para a guerra russo-turca de 1877–1878, que terminou com o estabelecimento de um estado independente búlgaro em 1878, embora muito menor do que os búlgaros tinham esperado e que foi projetado pelas preliminares do Tratado de San Stefano de 1878. Pelo Congresso de Berlim foi estabelecido o Principado da Bulgária (uma entidade autônoma criada como um vassalo do Império Otomano). Somente em 22 de setembro de 1908, a Bulgária declarou oficialmente a independência, elevando o principado a Reino da Bulgária.